# بومان غراي سينيور
بومان غراي سينيور (بالإنجليزية: Bowman Gray, Sr.)‏ هو شخصية أعمال أمريكي، ولد في 1 مايو 1874، وتوفي في 7 يوليو 1935 في النرويج.